# Lijst van beste Nederlandstalige boeken
De lijst van beste Nederlandstalige boeken (2007) is een via een internetstemming (in Nederland, niet in België) bepaalde rangschikking van de beste Nederlandstalige literaire werken aller tijden. De verkiezing verliep in twee stappen. Eerst werden de 10 beste boeken gekozen uit een lijst van 250. Op deze lijst van 250 kwamen ook Vlaamse schrijvers voor, zoals Louis Paul Boon, Hugo Claus en Willem Elsschot. In de tweede stap werd de volgorde binnen de lijst van 10 vastgesteld. De verkiezing werd georganiseerd door de NPS en NRC Handelsblad. Zij maakten de uitslag in maart 2007 bekend. De lijst is gebaseerd op ongeveer 6500 stemmen.

## De lijst van 10 boeken
1. Harry Mulisch - De ontdekking van de hemel
2. Kader Abdolah - Het huis van de moskee
3. Multatuli - Max Havelaar
4. J. Bernlef - Hersenschimmen
5. W.F. Hermans - De donkere kamer van Damokles
6. W.F. Hermans - Nooit meer slapen
7. J.J. Voskuil - Het Bureau
8. Nescio -  De uitvreter - Titaantjes - Dichtertje
9. Gerard Reve - De avonden
10. Thomas Rosenboom - Publieke werken

## Verkiezingen van beste boeken
Rond de millenniumwisseling werden in diverse landen "verkiezingen van beste boeken" gehouden, soms door deskundigen, soms door het lezerspubliek, soms van de twintigste eeuw, een andere keer 'aller tijden'.